# Piotr Zwierzchowski (sportowiec)
Piotr Zwierzchowski (ur. 29 grudnia 1973 w Przasnyszu) – polski trójboista siłowy, specjalizujący się w konkurencji wyciskania leżąc.

## Życiorys
Reprezentant klubu Grom Przasnysz. Dwukrotny mistrz Polski seniorów (1994, 1997) w najlżejszej kategorii wagowej 52 kg. Podczas mistrzostw Europy w Budapeszcie (1995) znalazł się tuż za podium z wynikiem 110 kg. W plebiscycie Tygodnika Ostrołęckiego na najlepszych sportowców regionu zajął w 1999 i 2008 r. 2. miejsce.